# Kunstidamaeus tenuipes
Kunstidamaeus tenuipes är en kvalsterart som först beskrevs av Michael 1885.  Kunstidamaeus tenuipes ingår i släktet Kunstidamaeus och familjen Damaeidae. Inga underarter finns listade i Catalogue of Life.